# Человек Марри
Человек Марри (англ. Marree Man), также Гигант Стюарта — геоглиф на плато Финнис Спрингс (Южная Австралия), в 60 км от посёлка Марри (Marree, South Australia, 29°31′45″ ю. ш. 137°27′56″ в. д.).
Маррийский человек — самый большой геоглиф на Земле; имеет в длину 2,7 км; линии фигуры 20–30 см в глубину и до 35 м (в среднем 10 м) в ширину.
Также Человек Марри вошёл в «Книгу рекордов Гиннесса» как «Самый большой рукотворный рисунок аборигенов».
Обнаружен с воздуха 26 июня 1998 года пилотом Тревором Смитом, летевшим в Марри из Кубер-Педи. Самолёт летел на высоте 3000 метров; геофизики подчеркнули, что изображение можно видеть лишь с высоты от 3 до 10 тысяч метров.
Назван Стюартом в честь шотландского путешественника Джона Стюарта (John McDouall Stuart) в анонимном[прояснить] пресс-релизе.
По факс-описанию, направленному чиновникам[когда?], в пяти метрах от носа изображения была обнаружена мемориальная табличка 3×2 см с американским флагом, олимпийскими кольцами и цитатой из книги 1946 года «Красный центр» Хедли Финлейсона (en:Hedley Herbert Finlayson).
Автор изображения выясняется; вокруг изображения тянется скандал с претензиями от «экологического саботажа» (англ. ecotage) до «разрушения слоя, представляющего археологический интерес»..
Команда Дика Смита в течение двух лет (в том числе, предлагая деньги за информацию), безрезультатно выясняла происхождение Маррийского человека.
Власти официально объявили, что не будут проводить какие-либо судебные разбирательства в отношении создателей в случае их выявления.
Изображение подвергается эрозии и постепенно исчезает, однако из-за засушливого климата процесс этот долгий.
- Геоглиф Марри
- Инфракрасное изображение Человека Марри, сделанное 28 июня 1998 с помощью программы Landsat